# Saint-Hilaire-Bonneval
Saint-Hilaire-Bonneval – miejscowość i gmina we Francji, w regionie Nowa Akwitania, w departamencie Haute-Vienne.
Według danych na rok 1990 gminę zamieszkiwało 661 osób, a gęstość zaludnienia wynosiła 23 osoby/km² (wśród 747 gmin Limousin Saint-Hilaire-Bonneval plasuje się na 198. miejscu pod względem liczby ludności, natomiast pod względem powierzchni na miejscu 188.).

## Populacja

Populacja Saint-Hilaire-Bonneval w latach 1962–2008